# Iémen do Sul
A República Democrática Popular do Iémen  (português europeu) ou Iêmen  (português brasileiro), também conhecida simplesmente por Iémen do Sul, era uma república socialista situada nas atuais províncias meridionais e orientais do Iêmen.
Em 22 de Maio de 1990 foi criada a República do Iémen, resultando da unificação entre a República Árabe do Iémen (ou Iémen do Norte) e a República Democrática Popular do Iémen (ou Iémen do Sul). A República Árabe do Iémen tinha-se tornado independente do Império Otomano em Novembro de 1918 e a República Democrática Popular do Iémen alcançou a independência do Reino Unido em 30 de Novembro de 1967.

## História
O interesse britânico na área que iria compor a República Popular Democrática do Iémen começou a crescer em 19 de Janeiro de 1839, quando forças da Companhia Britânica das Índias Orientais capturaram o porto de Adem, providenciando um ponto de parada na rota para a Índia. Adem foi governada como parte da Índia Britânica até 1937, quando a cidade foi promovida ao status de Colônia de Adem.
Os territórios ao leste de Adem, que futuramente formaria o Iémen do Sul não eram administrado diretamente pelos britânicos. Estes territórios foram se associando através de tratados de protetorados, mantendo leis locais e a política tradicional. Este conjunto de tratados de proteção tornou a região conhecida como Protetorado de Adem.
Em 1963, Adem e a maioria dos Protetorados foram reunidos na Federação da Arábia do Sul, sob a esperança da concretização da promessa britânica de independência total em 1968.
Dois grupos nacionalistas, a 'Frente de Liberação do Iémen Ocupado' e a 'Frente Nacional de Libertação', começaram a atuar contra o domínio britânico na chamada "Emergência de Adem". Com o fechamento temporário do canal de Suez em 1967, o poder britânico entrou em declínio e o Iémen do Sul conquistou sua independência como República Popular do Iémen do Sul em 30 de Novembro de 1967, sob governo da 'Frente Nacional de Libertação'.
Em Junho de 1969, grupos marxistas mais radicais do governo tomaram força e mudaram o nome do país para República Popular Democrática do Iémen. Todos os partidos políticos foram absorvidos pelo Partido Comunista Iemenita, se tornando o único partido legalizado.
O Partido Comunista alinhou o Iémen ao Bloco Socialista, aproximando relações com a União Soviética, Cuba e a República Popular da China.

## Reunificação

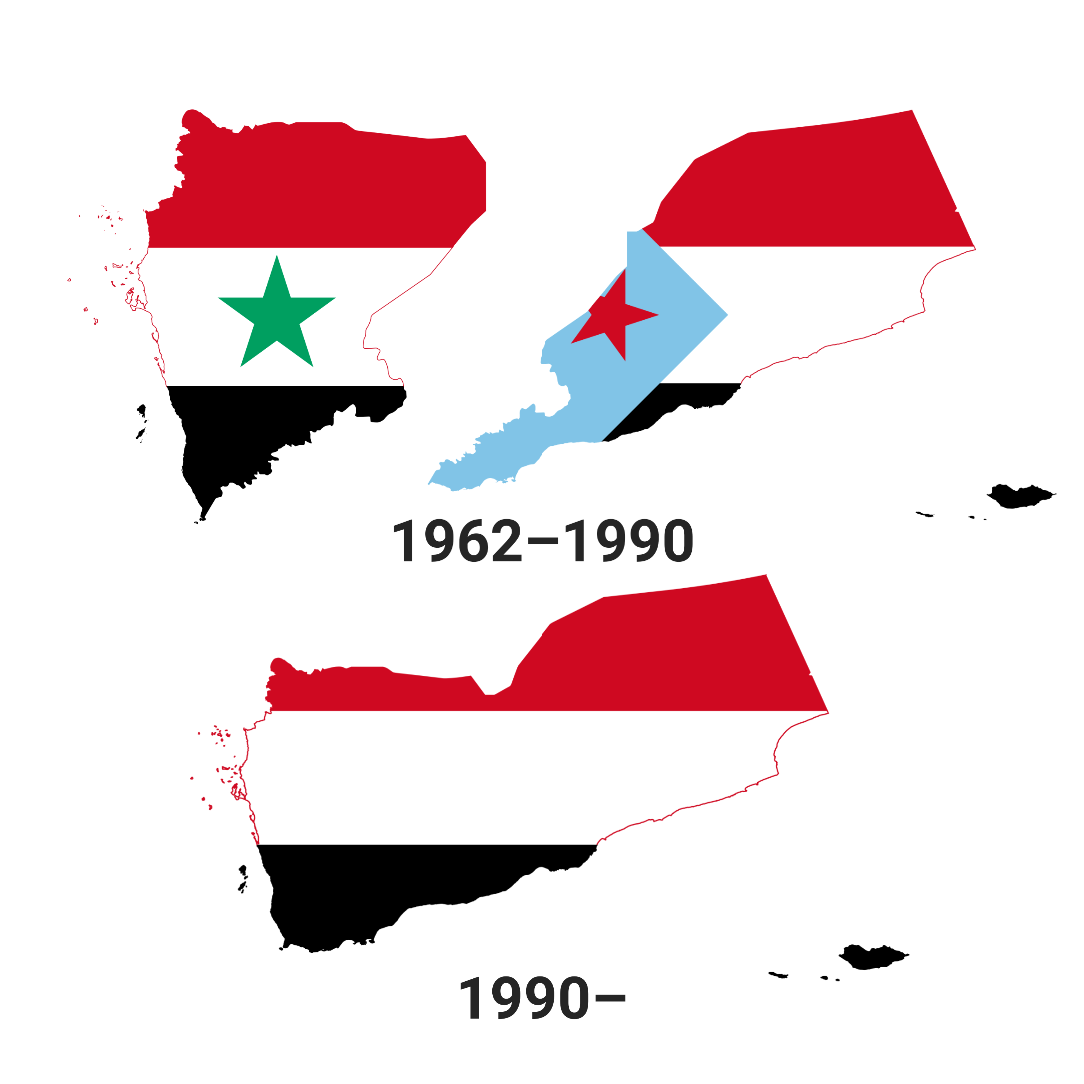
Mapa mostrando a reunificação iemenita

Ao contrário da Alemanha Oriental e Alemanha Ocidental ou Coreia do Norte e Coreia do Sul, as repúblicas do Iémen do Norte e do Sul mantinham uma relação relativamente amistosa e próxima. Em 1972, foi declarado que a unificação era iminente.
Apesar disso, estes planos foram suspensos em 1979 com uma guerra prevenida através da intervenção por parte da Liga Árabe. A meta de unificação foi reafirmada pelos governos do norte e do sul no encontro realizado no Kuwait, em março de 1979.
Em maio de 1988 as duas nações entraram em um entendimento que reduziu consideravelmente as tensões entre os dois países, incluindo a retoma das discussões sobre a reunificação, exploração de petróleo e fronteiras indefinidas. Também houve a desmilitarização das fronteiras e barreiras de fronteira, que deixaram de exigir passaporte entre cidadãos dos dois países. Em 22 de Maio de 1990, finalmente foi assinada a reunificação.